# Ashkali
De Ashkali (soms ook Aškalije, Haškalije, Hashkali) vormen een bevolkingsgroep op het Balkanschiereiland. De Ashkali zijn een Albaneessprekende subgroep van de Roma, woonachtig in Kosovo, Noord-Macedonië, Albanië, Servië, Montenegro en Kroatië. De Ashkali en de Balkan-Egyptenaren worden soms als één gezamenlijke groep gezien.  
Tijdens de Kosovo-oorlog werden de Ashkali in landen als Albanië, Servië en Noord-Macedonië ontheemd. De identiteit "Ashkali" werd in 1999 gecreëerd om zich te onderscheiden van de Roma (zigeuners) en hun pro-Albanese houding aan te tonen. 

## Oorsprong
De Ashkali beweren dat ze oorspronkelijk uit het dorp Ashkal in de provincie Gilan uit Iran afstammen. Ze zijn in de vierde eeuw voor Christus naar Europa gekomen. Deze bewering is echter niet wetenschappelijk bewezen. 
Er zijn ook andere theorieën over de oorsprong van de Ashkali. Sommigen beweren dat ze afkomstig zijn uit het dorp Aşkale in de provincie Erzurum in Turkije. Anderen beweren weer dat de Askhali van oorsprong uit het stadje Ashkalon in Israël afstammen. Ook wordt beweerd dat de Ashkali, net als de Roma, reizigers uit Noord-India zijn geweest die de Albanese taal als moedertaal gebruikten.

## Demografie
De Ashkali wonen overwegend in de centrale en oostelijke regio's van Kosovo, zoals: Ferizaj, Kosovo Polje en Lipljan. De Balkan-Egyptenaren wonen daarentegen in het westen van Kosovo, zoals: Gjakova, Istok, Peja en Deçan. De Ashkali/Egyptische gemeenschap van Kosovo had in 2009 een werkloosheidspercentage van 98%. 

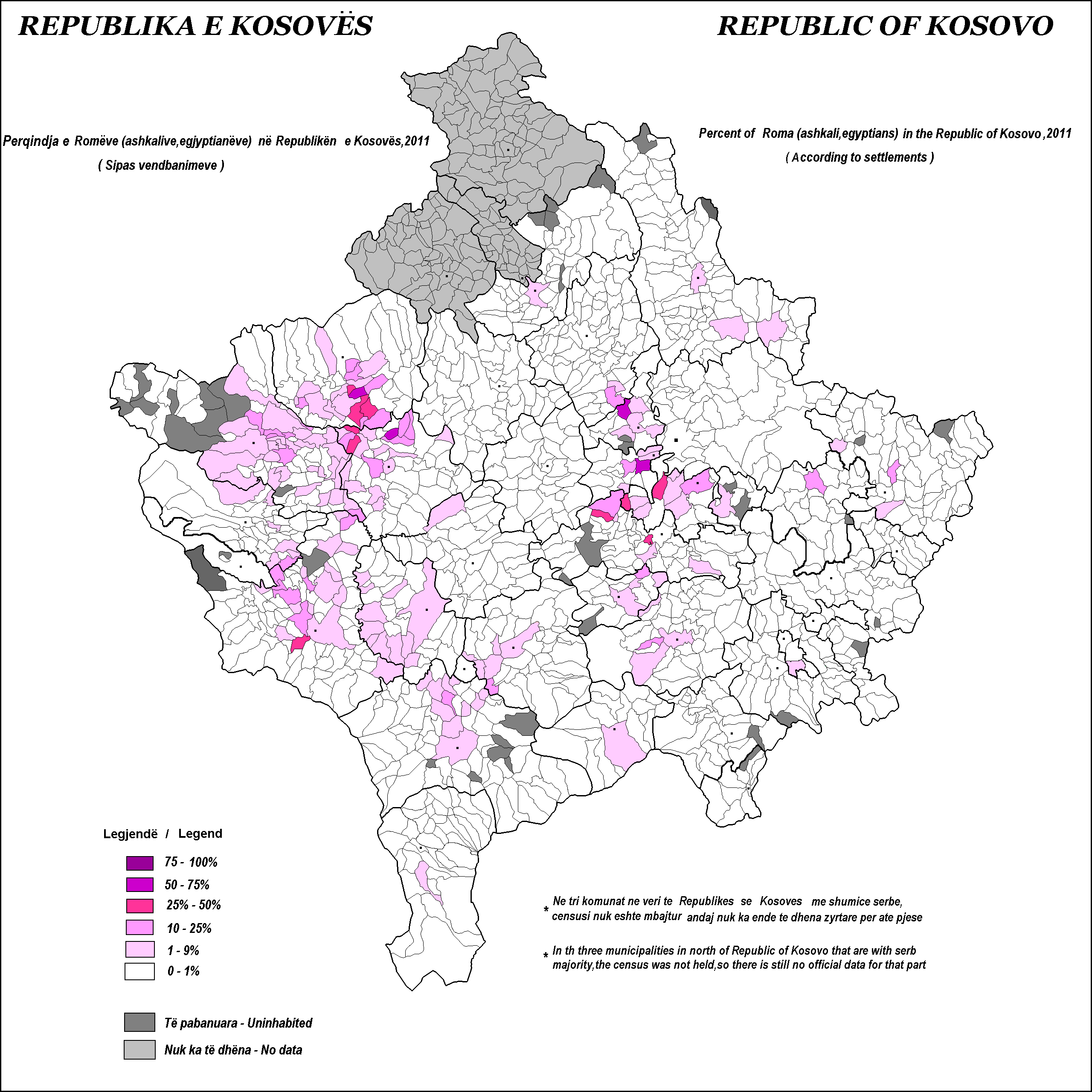
Verspreiding van de Ashkali in Kosovo